# I lære
I lære er en dansk dokumentarfilm fra 1946 med instruktion og manuskript af Gunnar Robert Hansen.

## Handling
Fortælling om en tømrerlærlings uddannelse til han består svendeprøven.